# Lombardi Grand Prix
La Lombardi Grand Prix est une petite voiture de sport à moteur arrière basée sur la mécanique de la Fiat 850. Elle a été développée par la Carrosserie Francis Lombardi avec un design maison de Giuseppe Rinaldi. La voiture a été construite de 1968 à 1972 et a également été commercialisée sous les noms d'OTAS 820, de Giannini, d'Abarth Grand Prix et Scorpione. Elle a été présentée pour la première fois en mars 1968, au Salon de l'automobile de Genève. La conception a un arrière Kammback et un nez très bas avec des phares rabattables et un grand essuie-glace unique. Les phares sont escamotables. La carrosserie est entièrement en acier, sauf le panneau arrière. Le design est présenté à l'origine comme un prototype basé sur l'Autobianchi A112 à traction avant et a été adapté par Lombardi pour la plate-forme de la berline Fiat 850. À Turin 1969, une version targa est également présentée sous le nom de "Monza", ce modèle ouvert est doté d'un arceau de sécurité. Au moins deux ont été construits mais on ne sait pas s'ils ont été vendus.

## Grand Prix
Le Grand Prix Lombardi présentée avait le moteur habituel de la Fiat 850 de 843 cm3 donnant 37 ch DIN à 5000 tr/min, couplé à une boîte de vitesses à quatre rapports. Qui avec une faible traînée et un poids limité (630 kg ) devait donner une vitesse de pointe de 160 km/h. Les modèles de production ultérieure avaient le moteur 850 Spécial, donnant 47 ch DIN à 6400 tr/m. Lors d'un test allemand d'époque, la vitesse maximale de la variante la plus puissante était de 153.8 km/h. L'espace pour les bagages est limité, avec très peu d'espace à côté de la roue de secours à l'avant et avec une toute petite zone derrière les sièges. En cas de défaillance du mécanisme de remontage électrique des phares, il existe un levier mécanique sous le capot. Les feux arrière ronds simples sont des pièces de Fiat 850 Coupé. La suspension avant se compose d'un ressort à lames transversal en bas et de bras triangulaires en haut, tandis que l'arrière reçoit des bras semi-traînants à ressorts hélicoïdaux.

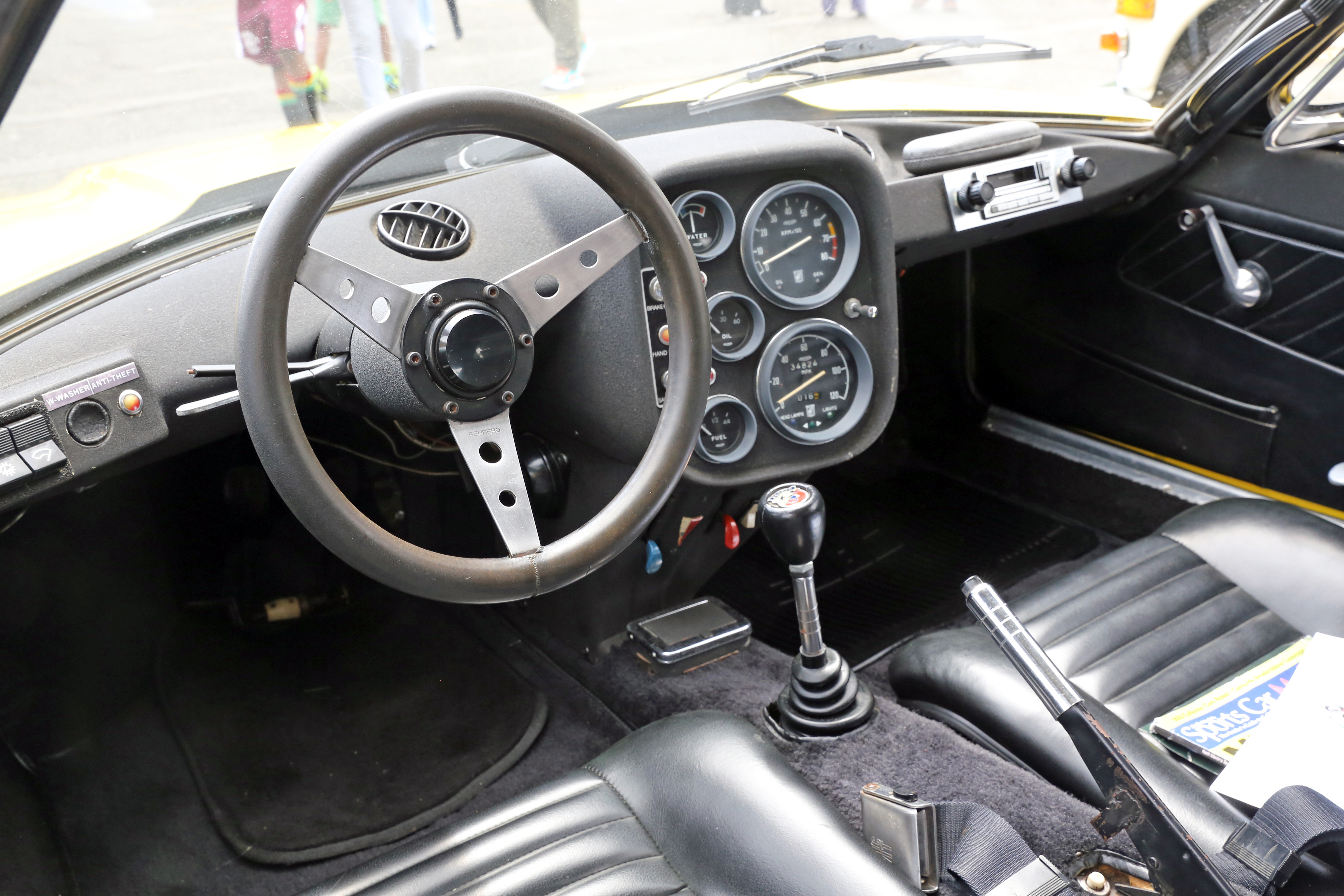
Intérieur d'un OTAS 820 de 1971, similaire à celui des autres Lombardi

Le Grand Prix Lombardi a été construit en deux versions : les premiers modèles utilisent le capot moteur en métal ordinaire de la Fiat 850 tandis que la Série II a un capot à volets en métal noir. Les fenêtres de porte sont également différentes, étant d'une conception en trois pièces (une sur le dessus, deux pièces inférieures dont une peut être ouverte) tandis que les voitures plus récentes ont une disposition plus conventionnelle avec une fenêtre d'aération à l'avant et une seule pièce qui, cependant, ne pouvait être baissée qu'à moitié.
Un propriétaire de casino millionnaire chypriote a manifesté son intérêt pour la Grand Prix de Lombardi dès sa présentation. Frixos Demetriou avait l'intention de commercialiser la voiture au Royaume-Uni et prévu une commande de 1000 voitures. Après sa mort dans un accident de char de l'armée britannique à Chypre, ce projet s'est brusquement arrêté. Seules dix voitures ont été importées au Royaume-Uni, les voitures restantes étant entreposées à Turin. Quelques voitures invendues ont été réexportées vers Chypre en 1969 pour éviter les factures douanières en attente.

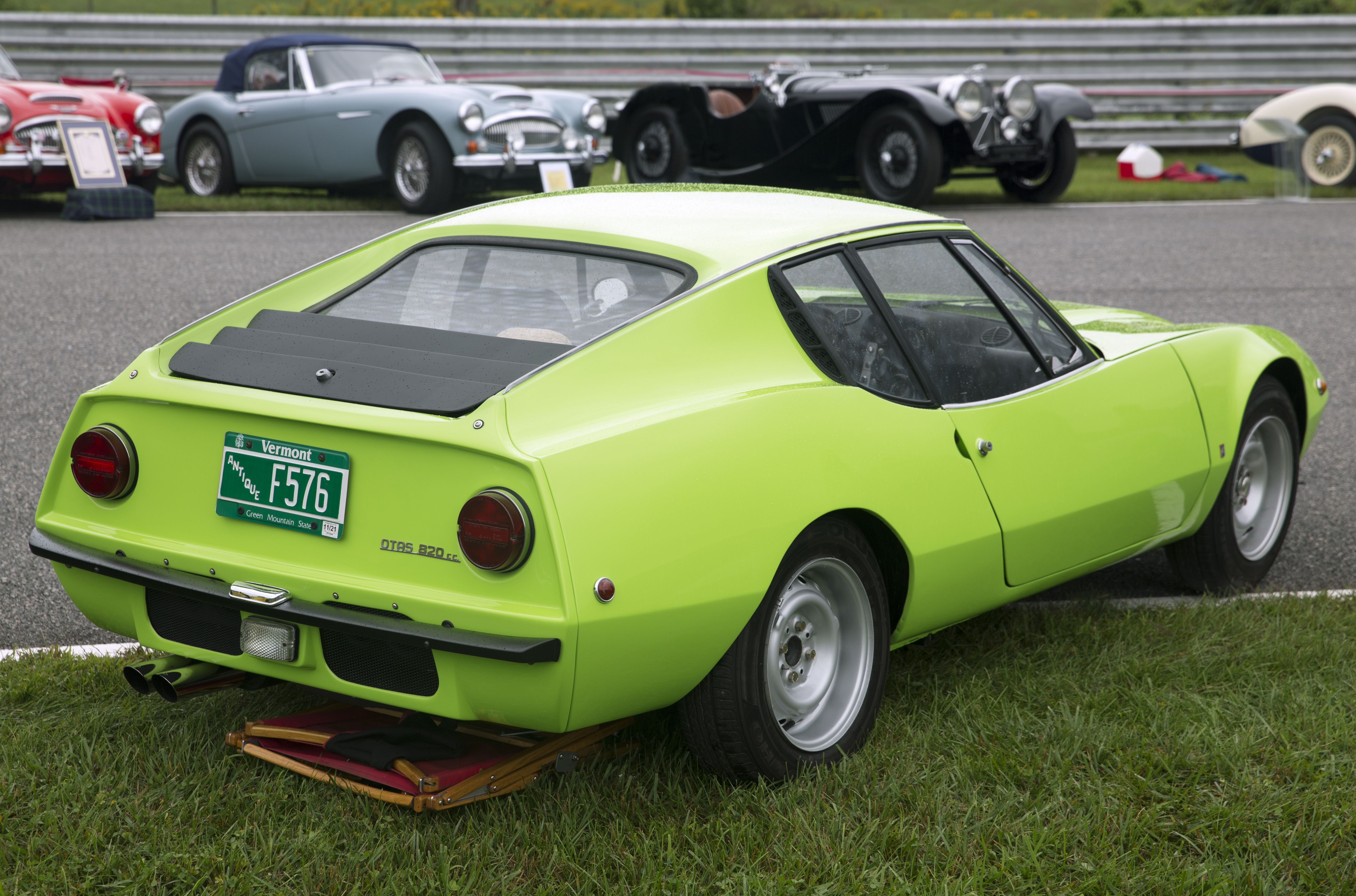
Vue arrière de 1971 OTAS 820 (États-Unis)

La petite société OTAS ( Officina Trasformazioni Automobili Sportive, ou "atelier de conversion de voitures de sport") fondée en 1969 et était une collaboration entre Francis Lombardi et Franco Giannini - le fils de Domenico Giannini de Giannini Automobili - Elle produit un modèle Grand Prix muni d'un moteur Giannini plus puissant pour une commercialisation à l'étranger. La Grand Prix OTAS qui en résulte a un moteur préparé "Tigre" de 982 cc avec un double arbre à cames. En Italie, ce modèle a été vendu sous le nom de "Giannini 1000 Grand Prix" (à partir de 1969). Cette opération très compliquée a vu Francis Lombardi vendre des voitures sans moteur à Giannini, tandis que Giannini vend des moteurs à OTAS pour les commercialiser en dehors de l'Italie.

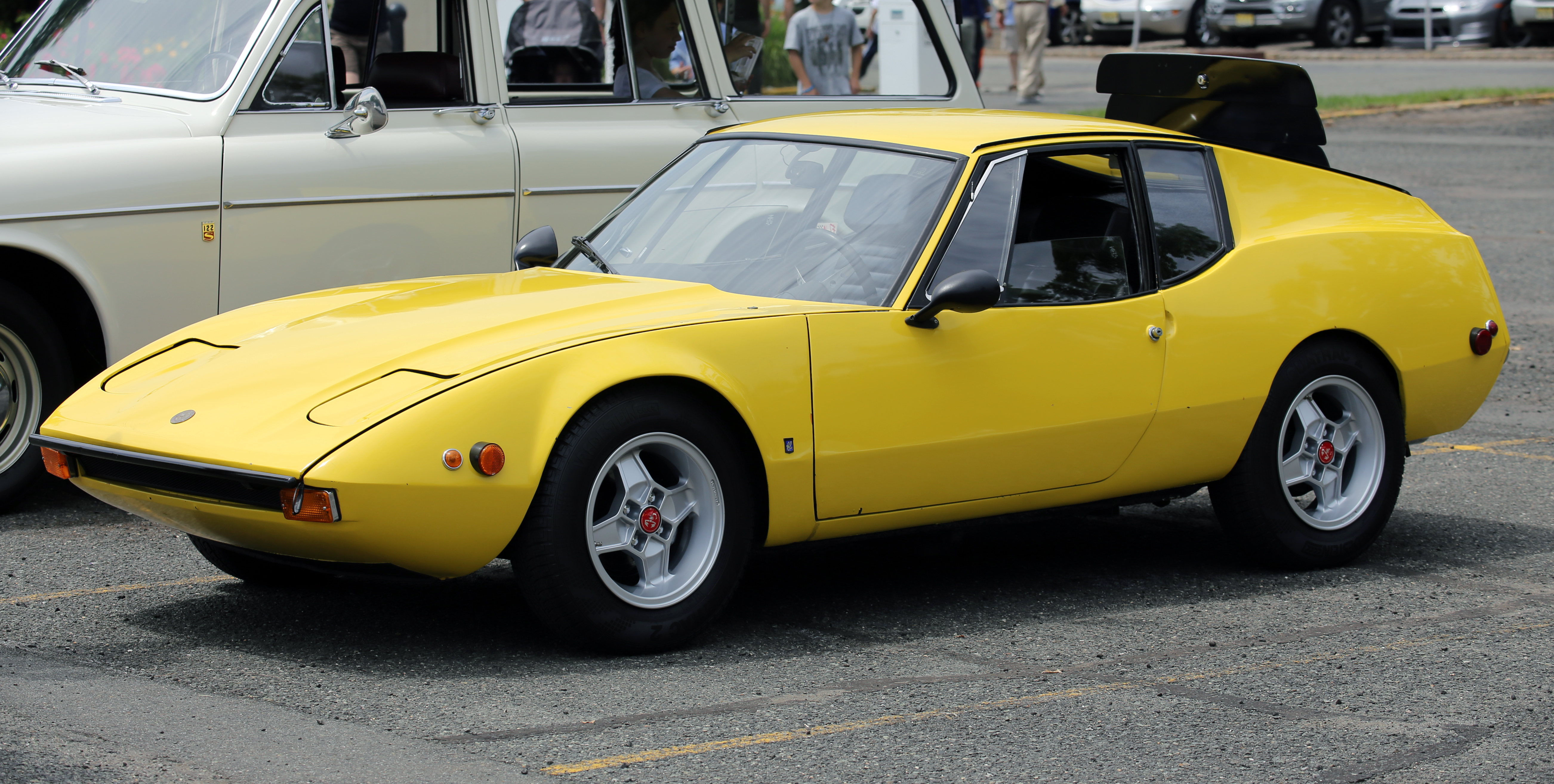
Vue de trois quarts face de 1971 OTAS 820

Répondant à un intérêt de l'important marché nord-américain, OTAS vend également la Grand Prix aux États-Unis et au Canada sous le nom de "OTAS Grand Prix 820cc". Mis en vente en 1970, elle est équipée du même 817 cc version à cylindrée réduite du moteur à quatre cylindres en ligne comme pour les Fiat 850 adaptées pour rester en deçà des 50 pouces cubes et éviter ainsi ainsi l'obligation de contrôler les émissions. Selon les sources entre soixante-cinq et cent de ces voitures ont été amenées en Amérique du Nord. Les numéros de châssis Fiat 850 ont été conservés pour l'OTAS 820. L'importateur John Rich de Glendale, en Californie, propose directement des kits de mise au point et Siata International dans le New Jersey importe neuf des plus grosses voitures à moteur Tigre avant que les restrictions de l'EPA ne mettent un terme à ces activités. Ce fut la première voiture dont les ventes aux États-Unis ont été réduites par l'EPA. L'OTAS a été vendue jusqu'en 1971, date à laquelle l'entreprise a fermé ses portes à la suite de problèmes d'homologation. La voiture ne s'est jamais particulièrement bien vendue, étant chère compte tenu de ses performances et ayant tendance à surchauffer.

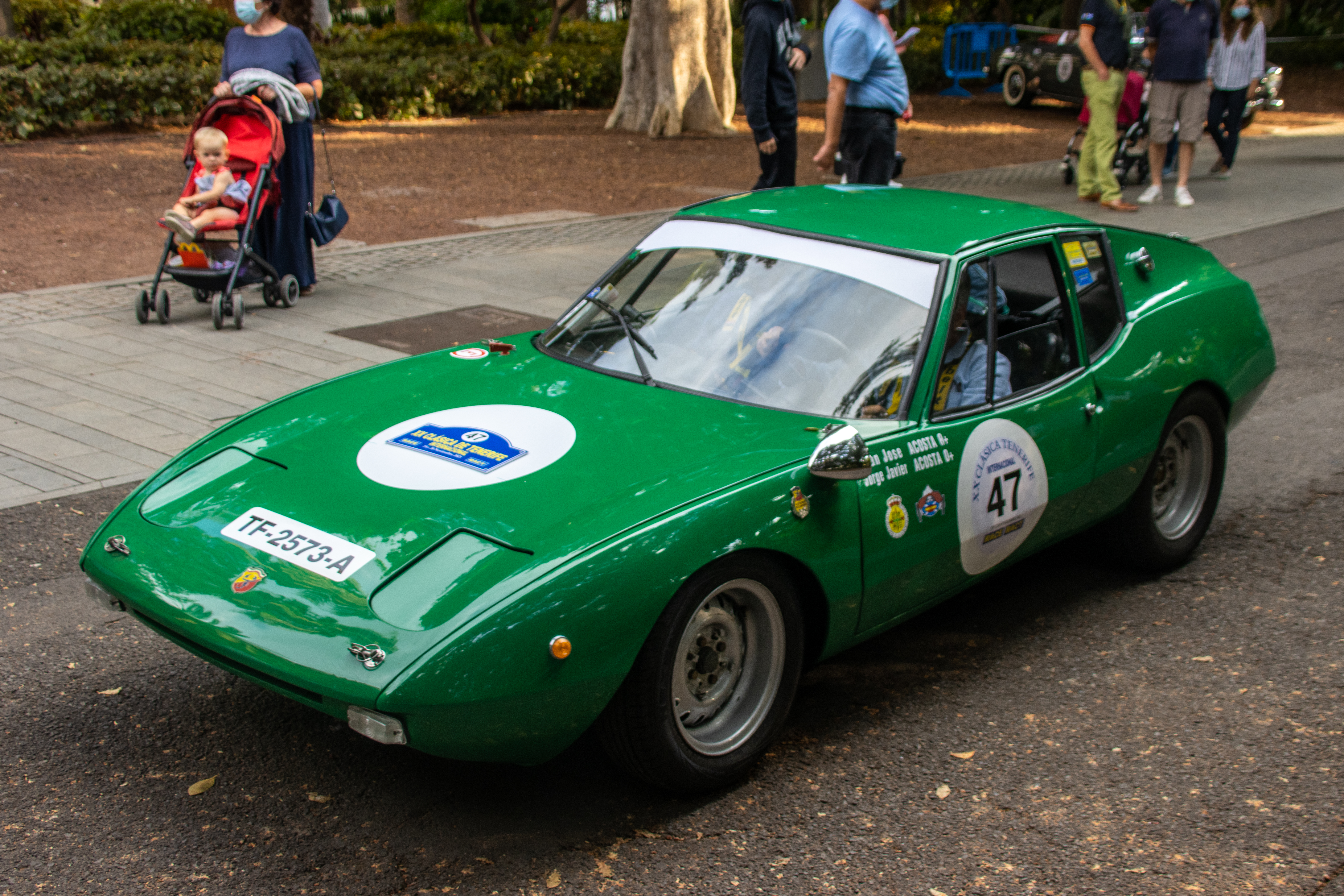
1969 Abarth 1300 Scorpione

Avec d'autres préparateurs (comme Giannini), Carlo Abarth s'est également penché sur la Grand Prix. La version d'Abarth, vue pour la première fois au Mondial de l'Automobile de Paris en 1968, reçoit le moteur 903 cc de la nouvelle Fiat 850 Sport Coupé/Sport Spider. Avec 52 ch DIN revendiqués elle offre des performances plus adaptées à la carrosserie et au nom sportifs. Pour un meilleur refroidissement que les Lombardi et OTAS d'origine, Abarth a monté un radiateur à l'avant, dans le flux d'air.
En 1970, Abarth présente l'"Abarth 1300 Scorpione" considérablement plus puissante, qui devait être la dernière voiture développée indépendamment par Abarth. Équipée d'une version du moteur Fiat 124s 1,2 litre, alésé de 2,5 mm pour un total de 1280 cc, ce modèle développe 75 ch DIN et un poids guère plus important de 680 kg. Lors d'un essai routier de 1970 par Auto, Motor und Sport, le Scorpione atteint 175.6 km/h proche des 180 km/h revendiqués. Il est également fait mention d'un 982 cc Version à moteur Abarth 1000 OT de la Scorpione. La Scorpione avait une cloche d'embrayage spéciale fabriquée par Abarth qui permettait d'adapter le moteur 124 à la boîte de vitesses 850 à quatre vitesses.

Mario Colucci d'Abarth a également développé la 100 ch Scorpion SS. Ce modèle puissant est largement repensé, avec une suspension avant à ressorts hélicoïdaux, une suspension arrière retravaillée, des barres anti-roulis avant et arrière et des freins à disque Girling sur toutes les roues. La vitesse maximale est 185 km//h. Ce modèle a été précédé par la "Scorpione S" de 1969, qui avait ce châssis perfectionné combiné avec le moteur moins puissant. Avec le moteur 124 plus lourd monté à l'arrière, la répartition du poids se déplace vers l'arrière (39/61), bien que cela semble n'avoir eu qu'un effet modéré sur la maniabilité, limité à un allègement de l'avant aux vitesses les plus élevées. Après le rachat d'Abarth par Fiat en 1971, la Scorpione a été rapidement annulée.